# 45 mm armata przeciwpancerna wz. 1932 (19-K)
45 mm armata przeciwpancerna wz. 1932 (19-K) (ros. 45-мм противотанковая пушка образца 1932 года, 19-К) – radziecka armata przeciwpancerna.
W 1930 roku do uzbrojenia Armii Czerwonej została wprowadzona 37 mm armata przeciwpancerna wz. 1930 (1-K). Działo to było budowane na licencji niemieckiej firmy Rheinmetall. W 1931 roku w biurze konstrukcyjnym fabryki numer 8 powstał prototyp działa wykorzystującego łoże armaty wz. 1930, ale wyposażonego w lufę kalibru 45 mm.
W 1932 roku zostało działo te przyjęte do uzbrojenia Armii Czerwonej jako następca armaty wz. 1930. 1 stycznia 1936 roku Armia Czerwona miała na stanie 2062 armaty wz. 1932, 1 czerwca 1941 były ich 7682 sztuki
Produkcję działa wz. 1932 zakończono w 1937 roku po rozpoczęciu produkcji 45 mm armaty przeciwpancernej wz. 1937 (53-K).
Zdobyczne armaty tego typu, były używane przez armię fińską (pod oznaczeniem 45 K/32).

## Bibliografia

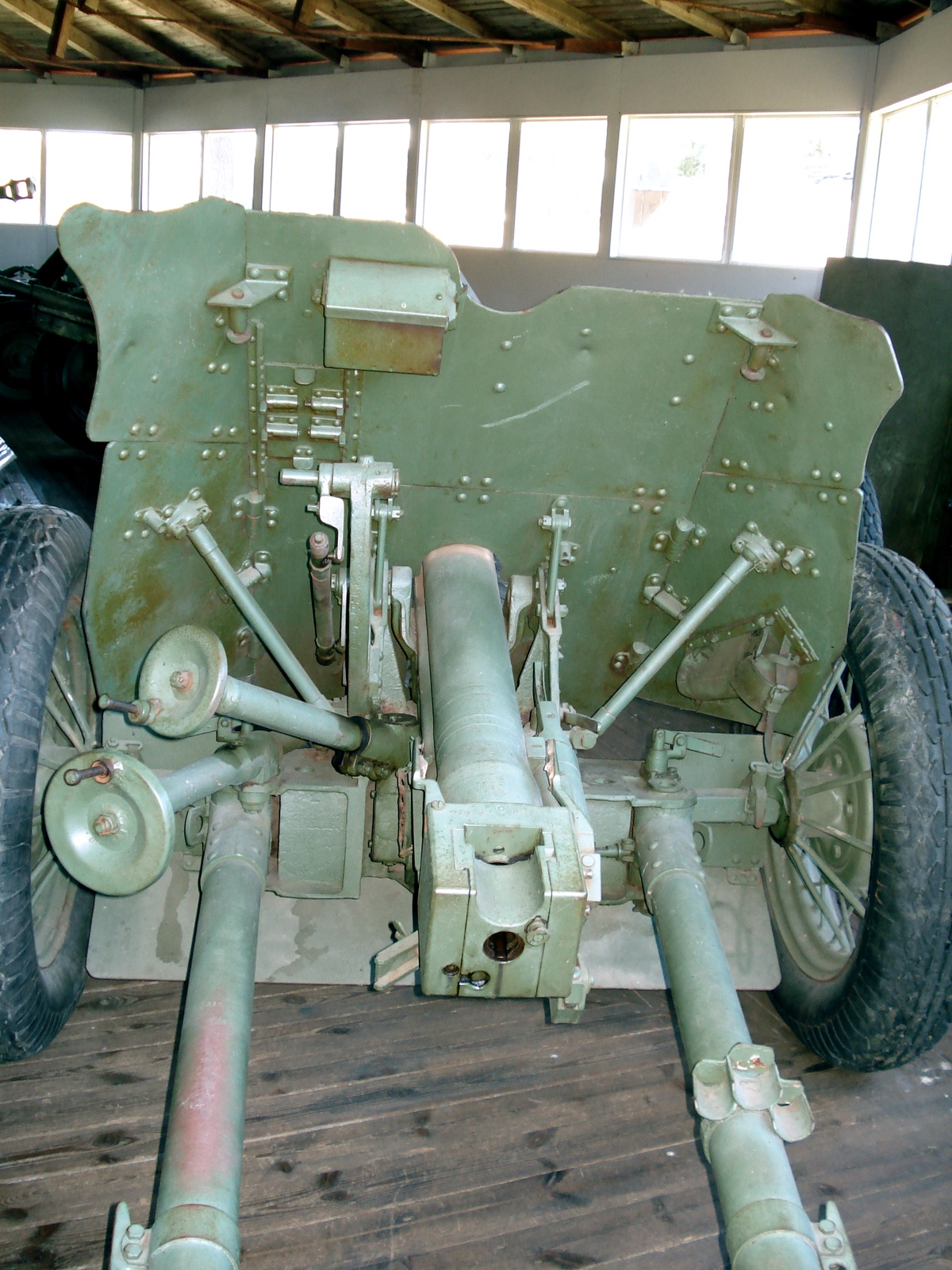